# Frederic Bartlett
Frederic Charles Bartlett (Stow-on-the-Wold, 20 de outubro de 1886 — 30 de setembro de 1969) foi um psicólogo britânico.
Foi o primeiro professor de psicologia experimental da Universidade de Cambridge, de 1931 até sua aposentadoria, em 1951. Ele foi um dos pioneiros da psicologia cognitiva e da psicologia cultural.

## Livros
- Exercises in logic (Clive, London, 1922)
- Psychology and primitive culture (Cambridge University Press, Cambridge, 1923)
- Psychology and the soldier (Cambridge University Press, Cambridge, 1927)
- Remembering (Cambridge University Press, Cambridge, 1932)
- The problem of noise (Cambridge University Press, Cambridge, 1934)
- Political propaganda (Cambridge University Press, Cambridge, 1940)
- Religion as experience, belief, action (Cumberledge, London, 1950)
- The mind at work and play (Allen and Unwin, London, 1951)
- Thinking (Allen and Unwin, 1958)